# Hermonassa griseosignata
Hermonassa griseosignata là một loài bướm đêm trong họ Noctuidae.